# Florian Lechner (Snowboarder)
Florian Lechner (* 26. Dezember 2005 in Bayern) ist ein deutsch-österreichischer Snowboarder. Er startet hauptsächlich in der Halfpipe.

## Biographie
Lechner wurde in Bayern geboren, zog jedoch bereits als Kind nach Saalbach-Hinterglemm. Als Kind war er als Alpiner Skirennläufer Mitglied des Salzburger Landeskaders, bevor er sich für den Snowboardsport entschied. Sein Bruder Christoph Lechner ist ebenfalls Snowboarder, startet allerdings für den DSV.
Seinen ersten internationalen Wettkampf bestritt Lechner bei den Juniorenweltmeisterschaften 2019 in Leysin, wobei er den 17. Platz in der Halfpipe belegte.
Am 23. Januar 2021 gab Lechner sein Weltcupdebüt in Laax, wobei er mit Rang 30 auf Anhieb Weltcuppunkte gewinnen konnte. Kurz darauf nahm er an seinen ersten Weltmeisterschaften teil. Bei den Wettkämpfen in Aspen erreichte er Rang 22 in der Halfpipe.
Den bisher größten Erfolg seiner Karriere feierte Lechner im Winter 2022/23 mit dem Gewinn der Europacupwertung in der Halfpipe.
Mit der Saison 2024/25 wechselte Lechner, der sowohl die deutsche als auch die österreichische Staatsbürgerschaft besitzt, zum ÖSV. Bei seinem ersten Start für Österreich am 6. Dezember 2024 belegte er den 22. Platz.

## Erfolge

### Weltcup
- 7 Platzierungen unter den besten 30

### Weltmeisterschaften
- Aspen 2021: 22. Halfpipe
- Engadin 2025: 20. Halfpipe

### Juniorenweltmeisterschaften
- Leysin 2019: 17. Halfpipe
- Leysin 2022: 6. Halfpipe

### Europacup
- 5 Platzierungen unter den besten 5, davon 3 Podestplätze
- Saison 2022/23: 1. Halfpipewertung